# کد چسب
یک کد چسب (به انگلیسی: glue code) در برنامه‌نویسی رایانه‌ای، یک کد اجرایی (معمولاً کد منبع) است که از آن «فقط» برای سازگاری قسمت‌های مختلف کدهایی استفاده می‌شود که در اصل ناسازگارند. کد چسب در هیچ‌یک از عملکردها برای رفع نیازمندیهای برنامه مشارکت نمی‌کند.
کد چسب را می‌توان در همان زبانی نوشت که کدها را می‌خواهیم با آن به هم بچسبانیم، یا ممکن است در زبان چسبی جداگانه نوشته شود.

## مثال
در این موارد کد چسب وجود دارد:
- معمولاً کد چسبی در کدی پدیدار می‌شود که به کتابخانه‌ها یا برنامه‌های موجود، امکان تعامل و همکاری را می‌دهد،
- در بستگی زبانی
- واسط‌های تابع خارجی
- در واسط محلی جاوا، موقعی که اشیا را به یک پایگاه داده، به کمک نگاشت شیء-رابطه‌ای پیوند می‌دهد
- موقعی که دو یا بیشتر برنامه خارج از رده را یکپارچه‌سازی می‌کنیم
- کد چسب در محیط‌های نمونه‌سازی سریع بسیار مؤثر است، که در آن چندین مولفه به سرعت در داخل یک زبان یا چارچوب منفرد، کنار هم قرار می‌گیرند.